# 弘安
弘安（1278年二月二十九日至1288年四月二十八日）是日本的年號之一。這個時代的天皇是後宇多天皇與伏見天皇，由龜山上皇和後深草上皇實施院政。鎌倉幕府征夷大將軍為惟康親王、執權為北條時宗與北條貞時。

## 改元
- 建治四年二月二十九日（1278年3月23日）改元弘安
- 弘安十一年年四月二十八日（1288年5月29日）改元正應

## 出處
- 《太宗實錄》

## 大事記
元朝第二次進攻日本。

## 紀年、西曆、干支對照表
| 弘安       | 元年   | 二年   | 三年   | 四年   | 五年   | 六年   | 七年   | 八年   | 九年   | 十年   |
| 儒略曆日期 | 1278年 | 1279年 | 1280年 | 1281年 | 1282年 | 1283年 | 1284年 | 1285年 | 1286年 | 1287年 |
| 干支       | 戊寅   | 己卯   | 庚辰   | 辛巳   | 壬午   | 癸未   | 甲申   | 乙酉   | 丙戌   | 丁亥   |

| 弘安       | 十一年 |
| 儒略曆日期 | 1288年 |
| 干支       | 戊子   |